# 마커스 러트럴

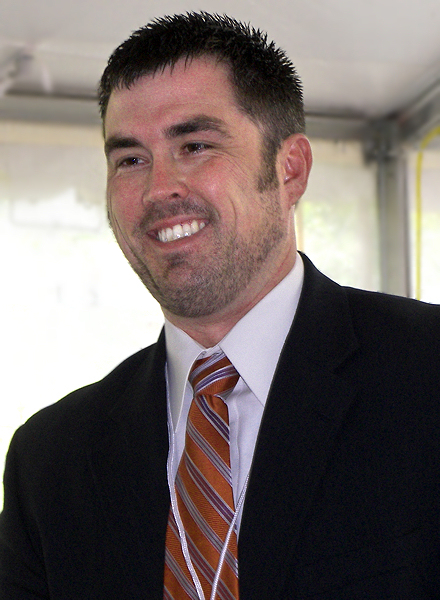
2007년의 러트럴

마커스 러트럴(Marcus Luttrell, 1975년 11월 7일 ~ )은 미국의 군인으로, 전 네이비 실 대원이다. 아프가니스탄 전쟁 당시 레드 윙스 작전의 참여자로서, 해군 십자 훈장과 퍼플 하트 훈장을 수여한 것으로 잘 알려져 있다. 2007년에는 회고록 《론 서바이버》를 간행하였으며, 이 책을 바탕으로 한 동명 영화에서 러트럴 역에 마크 월버그가 연기하였다. 《애프터 액션》의 공동 진행자로도 활동하고 있다.